# Líbano en los Juegos Olímpicos de Múnich 1972
Líbano estuvo representado en los Juegos Olímpicos de Múnich 1972 por un total de 19 deportistas, 17 hombres y 2 mujeres, que compitieron en 9 deportes.

## Medallistas
El equipo olímpico libanés obtuvo las siguientes medallas:
| Nombre            | Deporte      | Competición |
| ----------------- | ------------ | ----------- |
| Oro               |              |             |
| —                 |              |             |
| Plata             |              |             |
| Mohamed Tarabulsi | Halterofilia | 75 kg M     |
| Bronce            |              |             |
| —                 |              |             |